# Stefan Schmitzer

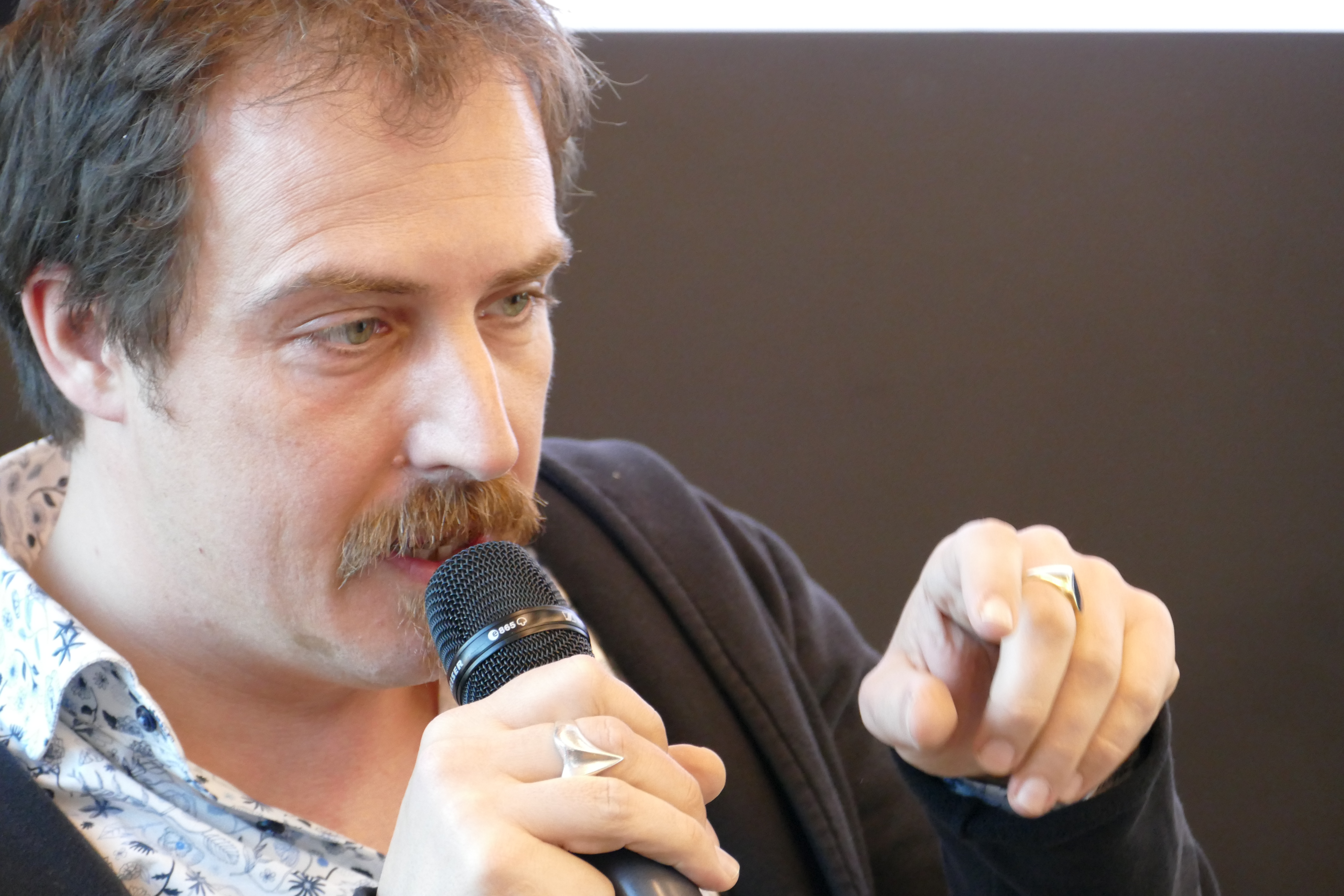
Stefan Schmitzer bei Fokus Lyrik 2019 in Frankfurt

Stefan Schmitzer (* 1979 in Graz) ist ein österreichischer Schriftsteller.

## Leben
Stefan Schmitzer wurde 1979 in Graz geboren. Er studierte von 1999 bis 2006 Kunstgeschichte, Philosophie und Germanistik in Graz und Wien.
Von 2005 bis 2009 war er Literaturreferent im Forum Stadtpark Graz. Seit 2010 ist er Vorstandsmitglied der IG Kultur Steiermark.
2007 erschien sein Debüt-Gedichtband moonlight on clichy, in dem Schmitzers literarisches Credo, „politische Zusammenhänge poetisch zu benennen“, bereits deutlich erkennbar ist. Seine Lyrik ist geprägt von populärkulturellen Elementen (Songtexten, Zitaten, Verweisen) und beeinflusst von den Autoren der Beat Generation sowie deutschsprachigen Pop-Literaten der 1960er- und 70er-Jahre, etwa Peter Rühmkorf, Rolf Dieter Brinkmann, Peter-Paul Zahl oder Reto Hänny.
2011 erschienen Schmitzers zweiter Gedichtband scheiß sozialer frieden und der gemeinsam mit Helwig Brunner geführte poetologische Disput über Lyrik gemacht | gedicht | gefunden.
Schmitzer schreibt auch Prosa. 2007 erschien sein Erzählband vier Schuss, 2009 sein experimenteller Roman wohin die verschwunden ist, um die es ohnehin nicht geht. Im November 2013 debütierte er mit dem Stück #franzfranz als Dramatiker.
Gemeinsam mit dem Bassisten Michi Merkusch und dem klassisch ausgebildeten Avantgarde-Musiker und Komponisten Denovaire bildet Schmitzer (Text und Stimme) die experimentelle Musikformation „fun + stahlbad“.

## Werke
- Moonlight on Clichy. Gedichte. Literaturverlag Droschl, Graz, Wien 2007, ISBN 978-3-854207-207.
- vier schuss. Erzählung. Leykam Buchverlag, Graz 2007, ISBN 978-3-7011-7590-1.
- wohin die verschwunden ist um die es ohnehin nicht geht. Roman. Literaturverlag Droschl, Graz, Wien 2009, ISBN 978-3-854207-542.
- Herausgeber: Text, Performance, Text: (cooperate and/or defect); Performanz-/Theater-/Spektakelbegriff 2008 im Forum Stadtpark. Forum Stadtpark Verlag, Graz 2009, ISBN 3-901109-24-2.
- scheiß sozialer frieden. Gedichte. Mit einem Nachwort von Clemens Setz. Literaturverlag Droschl, Graz, Wien 2011, ISBN 978-3-854207-887.
- #franzfranz. Theaterstück. UA 25. November 2013, Regie: Herwig Ofner.
- denunziationen. haltlose gedichte. hochroth Verlag, Wien 2015, ISBN 978-3-902871-69-5
- okzident express. Falsch erinnerte Lieder. Gedichte. Literaturverlag Droschl, Graz, Wien 2019, ISBN 978-3-990590-28-7.

## Auszeichnungen und Förderungen
- 2007 Literaturförderungspreis der Stadt Graz
- 2008 Förderpreis der Zeitschrift manuskripte
- 2014 Literaturstipendium des Landes Steiermark